# Valea Dobârlăului
Valea Dobârlăului – wieś w Rumunii, w okręgu Covasna, w gminie Dobârlău. W 2011 roku liczyła 308 mieszkańców.